# 君と彼女と彼女の恋。
『君と彼女と彼女の恋。』（きみとかのじょとかのじょのこい。）は、2013年6月28日にニトロプラスから発売された18禁恋愛アドベンチャーゲームである。 略称は「ととの」。

## 概要
ニトロプラスとしては、2010年12月発売の『アザナエル』から2年半ぶりのアダルトタイトルとなった。
作品のジャンルは「オルタナティブADV」と謳っている。企画・シナリオ担当の下倉バイオによれば、一般的な美少女アドベンチャーゲームが、“5つほどの選択肢からどれかを選び、CGを100%にしたりトゥルーエンドを見るために、他の4つのルートも全てプレイしなければならない”といった義務的なものになってしまっているため、本作品ではヒロインを2人に絞り“どちらを選ぶか”の二者択一（オルタナティブ）にするストーリー構成とした。
プロデューサーのでじたろうによれば、作品のテーマは「純愛」で、他の何に代えてもひたすら愛に突き進むストーリーを描きたかったという。また作中のキーアイテムであるスマートフォンのパッケージのように、小さな箱を開けるワクワク感を実現したかったため、作品の配布メディアをUSBメモリにしてパッケージを小型化した。
初回限定版（USBメモリ版）がロットアップしたため、通常版（DVD-ROM版）が2013年8月30日に発売された。

## ストーリー
（出典：）
須々木心一は平凡な学園生だったが、ある日学園の屋上で不思議な少女・アオイにいきなりキスを迫られる。その場は幼馴染みの美雪に止められたが、アオイはその後も不思議な言動を度々見せる。友達付き合いがわからないアオイのために、心一は美雪に協力を頼み込み、3人で“友達”関係を始めていく。

## 登場人物
（出典：）

### 主人公
須々木 心一（すすき しんいち）
本作品の主人公。学園2年。目立つことを極力避け、周囲に埋もれて平凡な“モブ”として生活している。人付き合いが悪く友達も少ないが、お節介な面もある。美化委員のため学園屋上へ通じる鍵を持ち、一般生徒がほとんど来ない屋上でよく気ままに過ごしている。
アオイとはクラスメイトだが、屋上で突然キスを迫られるまでは全く存在を意識していなかった。風変わりな言動に振り回されつつもアオイが心配になり、美雪と3人で“友達”付き合いを始める。昼休みに屋上で風景を眺めつつ弁当を食べるなど、3人で一緒に過ごす時間が長くなっている。

### ヒロイン
曽根 美雪（そね みゆき）
声：手塚まき
学園2年で心一のクラスメイト。文武両道・容姿端麗な学園のアイドル。演劇部所属で、ソフトボールが題材となる次回公演では主役を務め、よく金属バットを持ち歩いてバッティングセンターにも通う。心一とは幼馴染みで、小学生くらいまではよく2人で遊んでいたが、その後は疎遠になり、今の学園では幼馴染みであることを周囲に隠している。何事も一生懸命だが、心一の前では時折諦めた表情や別の一面を見せる。
向日 アオイ（むこう アオイ）
声：仙道ミツキ
学園2年で心一のクラスメイト。いわゆる“電波系”で、いつも無表情で何を考えているかわかりづらく、不思議な言動が多い。あるスマートフォン用美少女ゲームに登場するヒロインと姿がそっくりで、彼女はこの世界を「ゲーム」、自分を「攻略ヒロイン」だと信じており、「フラグ」「センタクシ」などゲーム用語をよく話す。電波の届かないスマートフォンを持ち歩き、よく学園の屋上で空へかざして「カミサマ」と通信しようとしている。

### サブキャラクター
ハル
声：桐谷華
学園1年。演劇部員で美雪の後輩。舞台の上ではいい芝居をするが、気弱で引っ込み思案で、心一の顔を見ると脱兎の如く逃げてしまう。雄太郎の家のコンビニでバイトしているが、そちらでも失敗が多い。
曙 雄太郎（あけぼの ゆうたろう）
声：ほうでん亭ノドガシラ
学園2年。心一の同級生で親友。イケメンだが熱血で暑苦しい性格で、「男の浪漫倶楽部」部長（ただし部員は幽霊部員の心一のみ）。急に女の子と縁ができた心一を「お前リア充なんだな！」と妬んでいる（恋愛成就した暁には、男の浪漫倶楽部から除名されるらしい）。家業はコンビニで、時々店番をしている。
エル
声：北都南
アオイが拾った捨て猫で、名前もアオイが名付けた。黒い子猫で額に電気のような白い柄があり、アオイは「デンパ猫」とも呼ぶ。
カミサマ
声：北都南
アオイがスマートフォンで通信しようとしている相手。

## 主題歌
オープニングテーマ「モノクロ」
歌：岩瀬敬吾 / 作詞：岩瀬敬吾 / 作曲・編曲：平田博信
挿入歌「永遠の終わりに」
歌：いとうかなこ / 作曲・編曲：平田博信
エンディングテーマ1「輝かしき日常」
歌：Swinging Popsicle / 作詞：藤島美音子 / 作曲・編曲：平田博信
エンディングテーマ2「星のメリーゴーランド」
歌：多田葵 / 作詞：いとうかなこ / 作曲・編曲：平田博信

## 制作スタッフ
（出典：）
- 企画・シナリオ・ディレクター：下倉バイオ
- 原画・キャラクターデザイン：津路参汰
- 音楽：平田博信
- プロデューサー：でじたろう

## 関連商品・コンテンツ
書き下ろし小説「私と彼と彼の恋。」
文：下倉バイオ / イラスト：津路参汰
『TECH GIAN』2013年4月号から同年8月号まで連載（全5回）。ハルを主人公として、携帯ゲームを発端に心一やヒロイン達と関わっていくストーリー。
君と彼女と彼女の恋。 Song Collection 『君と彼女と彼女の歌。』
2013年8月10日にコミックマーケット84にて先行発売。8月28日に一般発売。発売：GEORIDE。
主題歌4曲のフルバージョン、オープニング／エンディングテーマのインストゥルメンタル、ボーナストラック（「モノクロ」別バージョン）、計8曲を収録。
ニトロプラス ブラスターズ -ヒロインズ インフィニット デュエル-
2015年4月30日発売のアーケードゲーム。ニトロプラスのキャラクターが共演する対戦型格闘ゲーム。
美雪とアオイがパートナーキャラクターとして登場。